# باولا ستون
باولا ستون (بالإنجليزية: Paula Stone)‏ هي راقصة ومغنية وممثلة أمريكية، ولدت في 20 يناير 1912 في نيويورك في الولايات المتحدة، وتوفيت في 23 ديسمبر 1997 في شيرمان أوكس في الولايات المتحدة.

## وصلات خارجية
- باولا ستون على موقع IMDb (الإنجليزية)
- باولا ستون على موقع قاعدة بيانات برودواي على الإنترنت (الإنجليزية)
- باولا ستون على موقع قاعدة بيانات الفيلم (الإنجليزية)